# هوکی (خرم‌آباد)
هوکی، روستایی از توابع بخش مرکزی شهرستان خرم‌آباد در استان لرستان ایران است.

## جمعیت
این روستا در دهستان ده‌پیر شمالی قرار دارد و براساس سرشماری مرکز آمار ایران در سال ۱۳۸۵، جمعیت آن ۲۴۶ نفر (۵۴ خانوار) بوده‌است.
تبارشناسی:
ساکنین این روستا از ایل بزرگ بیرانوند هستند که اکثریت آنها از طایفه مصطفی‌ند و چند خانوار هم از طایفه بور می‌باشند.